# Merodontina spinulosa
Merodontina spinulosa là một loài ruồi trong họ Asilidae. Merodontina spinulosa được Joseph & Parui miêu tả năm 1997. Loài này phân bố ở miền Ấn Độ - Mã Lai.